# Durhasanlı, Ortaköy
Durhasanlı là một xã thuộc huyện Ortaköy, tỉnh Aksaray, Thổ Nhĩ Kỳ. Dân số thời điểm năm 2010 là 309 người.